# Кастелонорато (Латина)
Кастелонорато је насеље у Италији у округу Латина, региону Лацио.
Према процени из 2011. у насељу је живело 397 становника. Насеље се налази на надморској висини од 256 м.